# Zgubljena vera
Zgubljena vera je roman slovenskega pisatelja Miška Kranjca, ki je izšel leta 1954 (ponatis 1972 pri MK in Pomurski založbi). Sestavljena je iz treh delov, ki se delijo na poglavja. Obsega 203.900 besed na 513 straneh. Je politično propagandni roman, ki govori o političnem dogajanju v zvezi z resolucijo Informbiroja.

## Zgodba
Polde Brelih je goreč stalinist. Po vojni se priključi resoluciji, kar povzroči nesporazume z njegovo ženo Meto, ki je zagovornica Tita. Polde ne vidi več smisla v svojem življenju, izgubi službo, zato se mora zaposliti Meta. Čustvena odtujenost med zakoncema narašča, zato Polde prevara svojo ženo z Jelko Ogrizek. Polde odide iz mesta v domači kraj, na železniško postajo ga spremi Meta, posloviti pa se pride tudi Jelka. Ženski stojita druga ob drugi, a se ne poznata. Jelko prevzame ljubosumnost, želi si še dodatno razdreti Poldetov zakon. Meta se v času Poldetove odsotnosti zbliža z Mirkom Lenaršičem, starim družinskim prijateljem, ki z materjo živi v sobi v njuni hiši. Po Poldetovi vrnitvi med zakoncema ni ničesar več, razen dveh otrok, ki pa sta se prav tako odtujila od svojega očeta. Polde odide k Jelki, ki ga nestrpno pričakuje, ti obiski postajajo vsakdanji, domov hodi le prenočevat. Jelka prosi Poldeta, naj se poroči z njo, a si Polde poroke ne želi. Medtem se v kratkotrajno razmerje zapleteta tudi Meta in Mirko, a Meta razmerje v prepiru konča in tako zapusti oba, Poldeta in Mirka. Mirko in njegova mati se odselita. Polde Brelih se loči od Mete, ki ostane sama z njunima otrokoma. 

## Kritika, literarna zgodovina
S tem romanom je Kranjec, sledeč težnji po dejavnem literarnem odzivu na življenjske situacije, prenesel epsko dogajanje iz zanj prevladujočega prekmurskega vaškega okolja v zaprto družinsko celico, v kateri nova partijska linija z odklonom od sovjetske partije povzroči ideološki in hkrati čustveni razdor med zakoncema. Prvi (žena) se disciplinirano in tudi prepričano preusmeri, drugi pa ostaja zvest do tedaj propagiranim Stalinovim idealom in seveda v smislu idejne poante romana propade. S tem romanom Kranjec odkriva zanimivo podobo tedanjega meščanstva, ki razpada v različnih smereh: socialnih, čustvenih in moralnih, čemur je vzrok povsem zapolitiziran čas, ki vstopa v intimno življenje stare, lomljive buržuazije in ga spreminja v dobrem in slabem pogledu (karierizem, plašno umikanje v zasebnost, hrepenenje po sreči, opisano z značilno poudarjeno kranjčevsko razčustvovanostjo). (Glušič 2002: 41)
Takoj po romanu Pod zvezdo (1950) se je Kranjec odločil za kritične signale - tvegal je »razočaranje« ali »izgubljeno vero«. Osumljeni kominformovec je moral spet postati revolucionar in pisati, kar mu je ležalo na srcu. Tam pa mu je ležala tudi prekmurska generacija, ki je bila pred vojno polna idealizma in je sanjarila o vzponu svoje pokrajine, v povojnih letih pa je bila potisnjena ob stran. Napisal je roman Zgubljena vera (1954), v katerem je informbirojevec skrivni junak, ki nosi avtobiografska znamenja »generacije«, kot je avtor povedal Emilu Jagru, ta pa meni 24. oktobra 1957.  (Zadravec 2007: 36)